# Dover Dæmonen
Dover Dæmonen er et mystisk væsen, som folk i byen Dover i den amerikanske stat Massachusetts påstod at have set i 1977. Dover Dæmonen, som blev opkaldt efter byen hvor den blev set i, blev set to gange den 21. april og en gang den 22. april 1977. Der er ingen beviser for, at dette væsen findes.

## Historie
Dover Dæmonen blev første gang set en nat af tre 17-årige, der kørte i bil i området nær Dover. I lyset fra billygterne kunne de se noget i vejkanten, som de først troede var en kat eller en hund, men da de kom tættere på, så kunne de se at det var et underligt, spinkelt væsen.
Et af vidnerne, Bill Bartlett, fortalte senere, at væsnet havde et hoved med form som en vandmelon, orangelysende øjne, der lignede marmor, lange spinkle arme og ben med spinkle fingre, væsnet var skaldet, og dets hud mindede om sandpapir. Væsnet havde ingen næse, ører eller mund.
Dover Dæmonen blev set en time senere af den 15-årige John Baxter, der var ved at gå hjem. Han sagde, at væsnet var tobenet, og at det løb hen til en regnkløft og dernæst til et træ. Den næste dag mente Abby Brabham på 15 og Will Traintor på 18, at de fra Traintors bil havde set et lignende væsen på en side af en vej. Brabhams beskrivelse passer med Bartletts og Baxters beskrivelse, bortset fra at dette væsen havde øjne der lyste grønt. Faktisk så var det sådan at i den bil, som Brabham og Traintor kørte rundt i, lyste billygterne grønt, mens bilen, som Bartlett var i, havde orange billys. Så nogle mener at lyset fra billygterne reflekterede i væsnets øjne.
Nogle mener, at Dover Dæmonen var et rumvæsen fra en anden planet.